# Космос-146
Космос-146 је један од преко 2400 совјетских вјештачких сателита лансираних у оквиру програма Космос.
Космос-146 је лансиран са космодрома Тјуратам, Бајконур, СССР, 10. марта 1967. Ракета-носач Протон је поставила сателит у орбиту око планете Земље. 